# Branko Bucalo
Branko Bucalo (Šibenik, 11. kolovoza 1929. – Zagreb, 15. ožujka 2015.) bio je hrvatski prevoditelj, simultani prevoditelj i pisac.

## Drugi svjetski rat
Odrastao je u Zagrebu do 1941. kad se preselio u   Šibenik. Od početka 1941. radi u tajnoj partizanskoj tiskari (ciklostil i sl.), a početkom 1942. odlazi u partizane, pa je za to vrijeme odlikovan s dva Ordena za hrabrost. 1945. godine ranjen je u borbi za Trst, te ga šalju u savezničko-partizansku bolnicu u Bari, Italija. U partizanima je stalno bio u borbenim jedinicama, a jedno je vrijeme i paralelno radio kao urednik dvaju partizanskih biltena, te nekoliko puta i Radio-Londona. 

## Školovanje
Krajem 1945. upisao se u Partizansku gimnaziju u Zagrebu, gdje od tada stalno živi i radi. Bio je glavni urednik Studentskog lista, zatim je radio u Vjesniku, najprije kao novinar a odmah zatim kao vanjskopolitički urednik, te, zatim, kao dopisnik Vjesnika iz Italije, Švicarske i Francuske. Diplomirao je Pravni fakultet u Zagrebu, a u Ženevi "L'École supérieur des interpréteres pour médicine".

## Prevođenje
Kao simultani prevoditelj medicinskih kongresa prevodio je s i na francuski, engleski, talijanski i ruski. U tome je svojstvu prevodio na 136 medicinskih i drugih kongresa na svim kontinentima, u 19 zemalja. Istodobno je radio i kao novinar i publicist u Vjesniku, Vjesniku u srijedu, Obzoru, Borbi, te i u beogradskim listovima: Politici, Večernjim novostima i NIN-u. Preveo je i 98 knjiga s engleskog, talijanskog i ruskog jezika na hrvatsko-srpski i hrvatski jezik
Bucalo je završio posljednji roman Roberta Ludluma "Ramizov Grob", koji Ludlum nije uspio završiti radi teške bolesti.  Cijela radnja ovog romana smještena je u BiH.

## Pisanje
Jedno je vrijeme bio glavni urednik i direktor lista na engleskom jeziku Yugoslavia export, koji je tiskan u Zagrebu. Napisao je 39 predgovora i pogovora knjigama koje je prevodio, a čuvena talijanska spisateljica Oriana Fallaci uzela je njegov predgovor svojoj knjizi "Jedan čovjek" kao redovan prilog izdanjima svoje knjige na 17 jezika. Autor je knjiga "Hladno u paklu" i "Medicinska proza", te stotinjak novela koje je, kao i spomenute knjige, potpisivao pseudonimom Brenden N. Bullow, Boris Bull, te Snave Bufo. Nakon čuvenog Titova govora u Split u 1962.(citat Tita:"Direktori su za sve krivi") uhićen je i osuđen na 5 godina zatvora kao "nepoželjni element" i zbog "političkih razloga". Prošao je tri suđenja, ali nakon više od godinu dana izdržana pritvora oslobođen je krivnje. U publicističkom je radu proveo više od pedeset godina, a sada je jedan od urednika medicinskih časopisa "Documenta urologica" i "Dentistry today". Član je simultano-prevodilačkog tima Svjetske zdravstvene organizacije (WHO).

## Poznatiji pisci koje je prevodio
- Danielle Steel
- David Attenborough
- David Rorvik
- Irving Wallace
- Jack London
- Norman Mailer
- Oriana Fallaci
- Robert Ludlum

Prijevodi knjiga nepoznatih autora:
- Anatomija jednog atentata (s engleskog (SAD)),
- Tajna prepiska Churchill-Staljin (s ruskog jezika).

i još mnoge druge.